# Gąska obuta

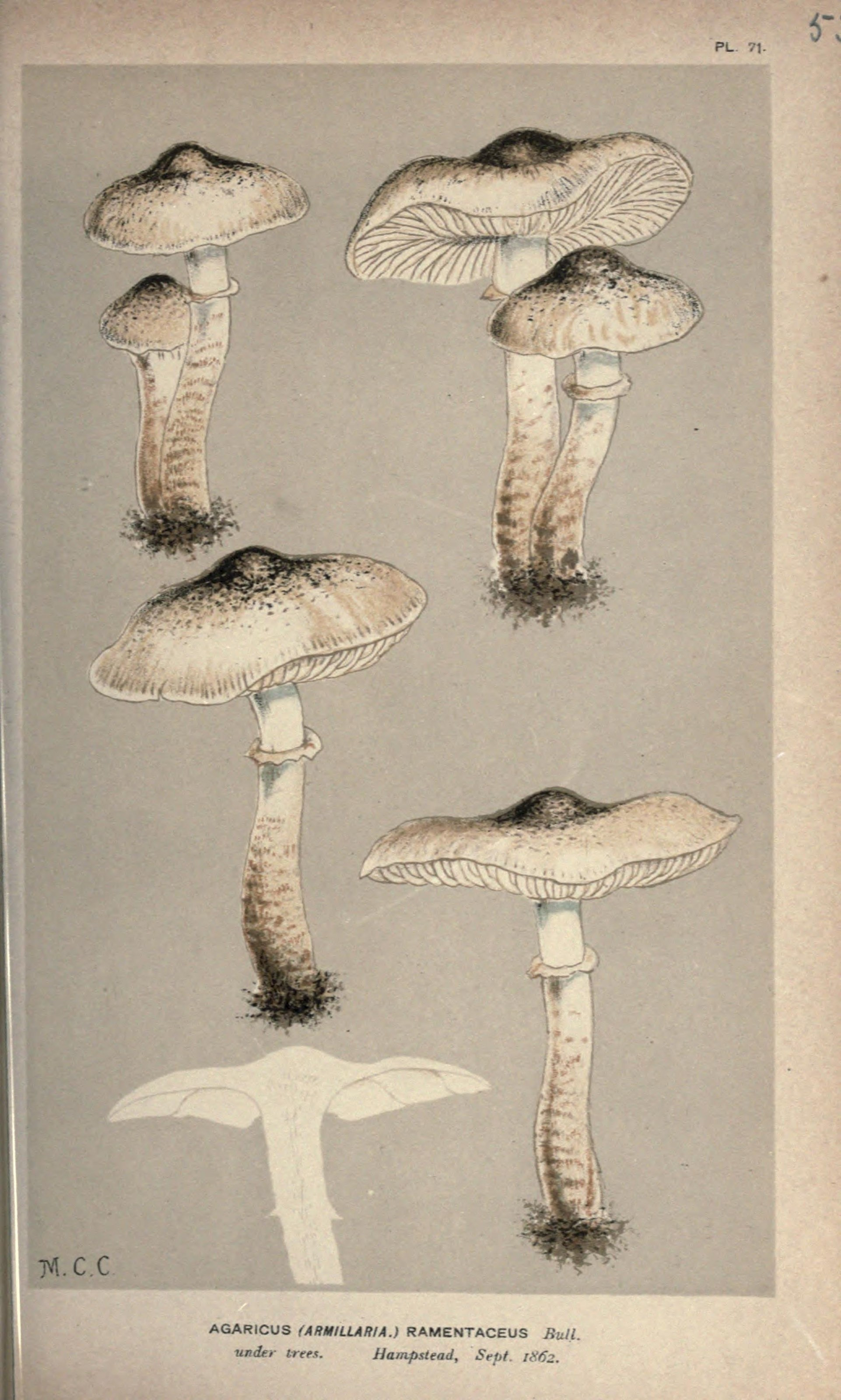

Gąska obuta (Tricholoma ramentaceum (Bull. ex Pers.) Ricken) – gatunek grzybów należący do rzędu pieczarkowców (Agaricales).

## Systematyka i nazewnictwo
Pozycja w klasyfikacji według Index Fungorum: Tricholoma, Tricholomataceae, Agaricales, Agaricomycetidae, Agaricomycetes, Agaricomycotina, Basidiomycota, Fungi.
Po raz pierwszy opisali go w 1801 r. Jean Baptiste François Bulliard i Christiaan Hendrik Persoon, nadając mu nazwę Agaricus ramentaceus. Obecną nazwę nadał mu Adalbert Ricken w 1914 r. Niektóre inne synonimy:
- Tricholoma ramentaceum f. chamaesalicis Bon & Ballarà 1995
- Tricholoma ramentaceum var. pseudotriste Bon 1975[2].

Polską nazwę zarekomendował Władysław Wojewoda w 2003 r.

## Morfologia
Kapelusz
O średnicy 2–5 cm, początkowo stożkowy z podwiniętym brzegiem, potem bardziej płaski z prostym brzegiem. Powierzchnia włóknista, z resztkami osłony na brzegu, mysioszara, w środku ciemniejsza, przy brzegu biaława, żółknąca z wiekiem.
Blaszki
Nieco zbiegające, niezbyt gęste, nieco brzuchate, jasnoszare, podczas dojrzewania owocnika żółknące.
Trzon
Cylindryczny, nieco zwężony u podstawy. Powierzchnia w górnej części gładka, poza tym włóknista, biaława lub jasnoszara, ciemniejąca ku podstawie. Na 2/3 wysokości występuje pierścień.
Miąższ
Białawy, o słabym mącznym zapachu i mącznym, nieco gorzkim smaku.

## Występowanie i siedlisko
Jest grzybem rzadkim. W Polsce W. Wojewoda w 2003 r. przytoczył jedno tylko stanowisko, podane w 1960 r. w Puszczy Bukowej koło Szczecina z uwagą, że rozprzestrzenienie tego gatunku i stopień zagrożenia w Polsce nie są znane. Do 2023 roku nie podano nowych stanowisk.
Gąski to naziemne grzyby mykoryzowe. Gąska obuta występuje w lasach iglastych, owocniki pojawiają się jesienią.